# Souvigny
Souvigny is een gemeente in het Franse departement Allier (regio Auvergne-Rhône-Alpes). De plaats maakt deel uit van het arrondissement Moulins en ligt in het hart van de oude provincie van de Bourbonnais. Souvigny telde op 1 januari 2022 1.717 inwoners.

## Geografie
De oppervlakte van Souvigny bedroeg op 1 januari 2022 44,35 vierkante kilometer; de bevolkingsdichtheid was toen 38,7 inwoners per km².
De onderstaande kaart toont de ligging van Souvigny met de belangrijkste infrastructuur en aangrenzende gemeenten.

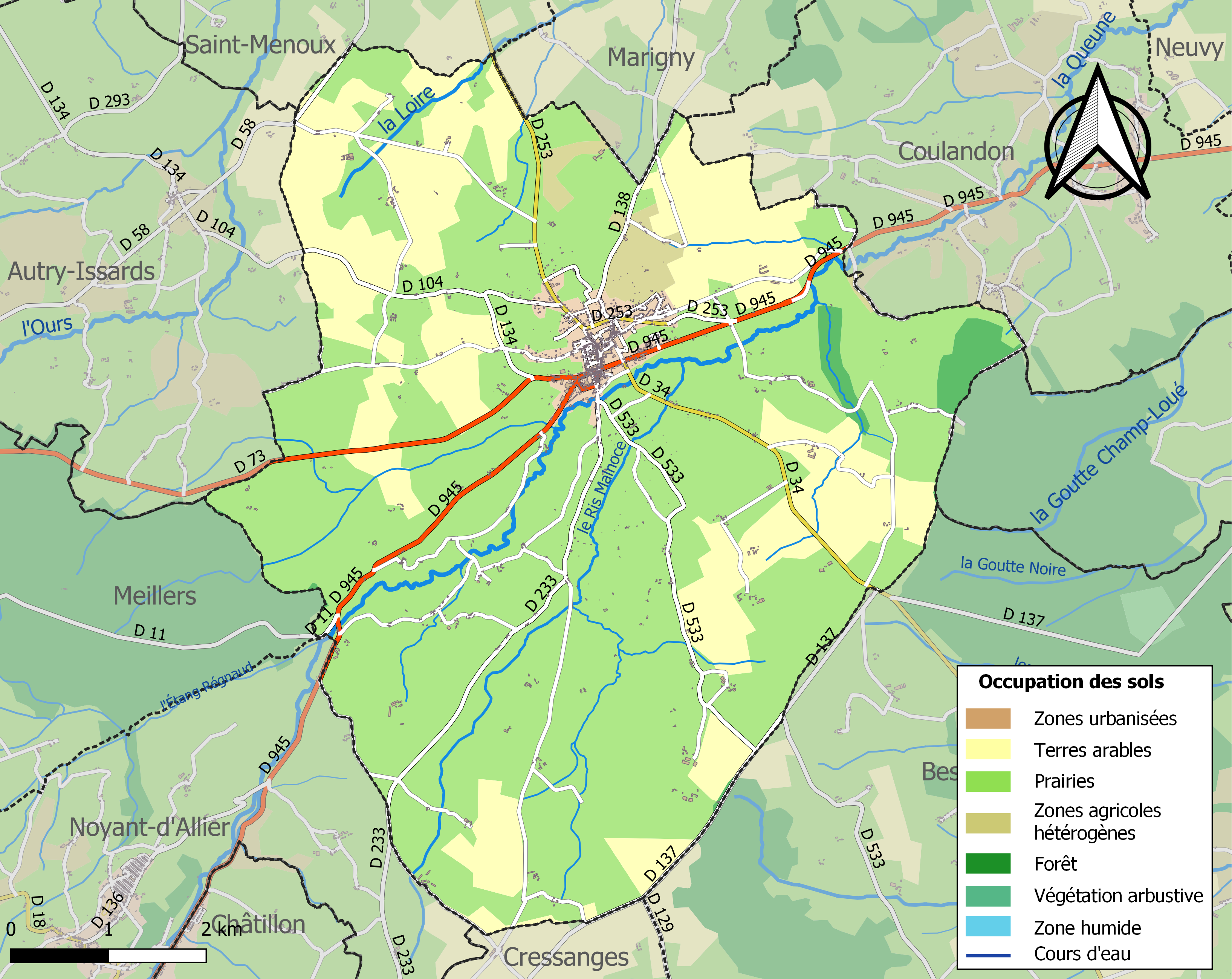

## Demografie
Onderstaande figuur toont het verloop van het inwonertal (bron: INSEE-tellingen).
Vanwege een beveiligingsprobleem met de MediaWiki Graph-software is het momenteel niet mogelijk deze grafiek weer te geven. Zodra de software is bijgewerkt zal de grafiek vanzelf weer zichtbaar worden.

## Bezienswaardigheden
- Romaans-gotische priorij Saint-Pierre-et-Saint-Paul. In dit dochterklooster van de Abdij van Cluny herbergde de graven van Mayeul en Odilo, abten van Cluny in de 10e en 11e eeuw. Verder is er in de kerk de necropolis van het huis Bourbon, met als oudste graf dat van Lodewijk II van Bourbon. Hier zijn twaalf hertogen van Bourbon begraven.
- Oude kerk Saint-Marc (12e eeuw), geklasseerd als historisch monument in 1840
- Maison des Voûtes
- Talrijke romaanse kerken in de streek rond Souvigny, alle geklasseerd als historisch monument. Ze danken hun karakter aan de romaans-bourgondische architectuurinvloed die via de priorij van Souvigny uit Cluny kwam.

## Galerij

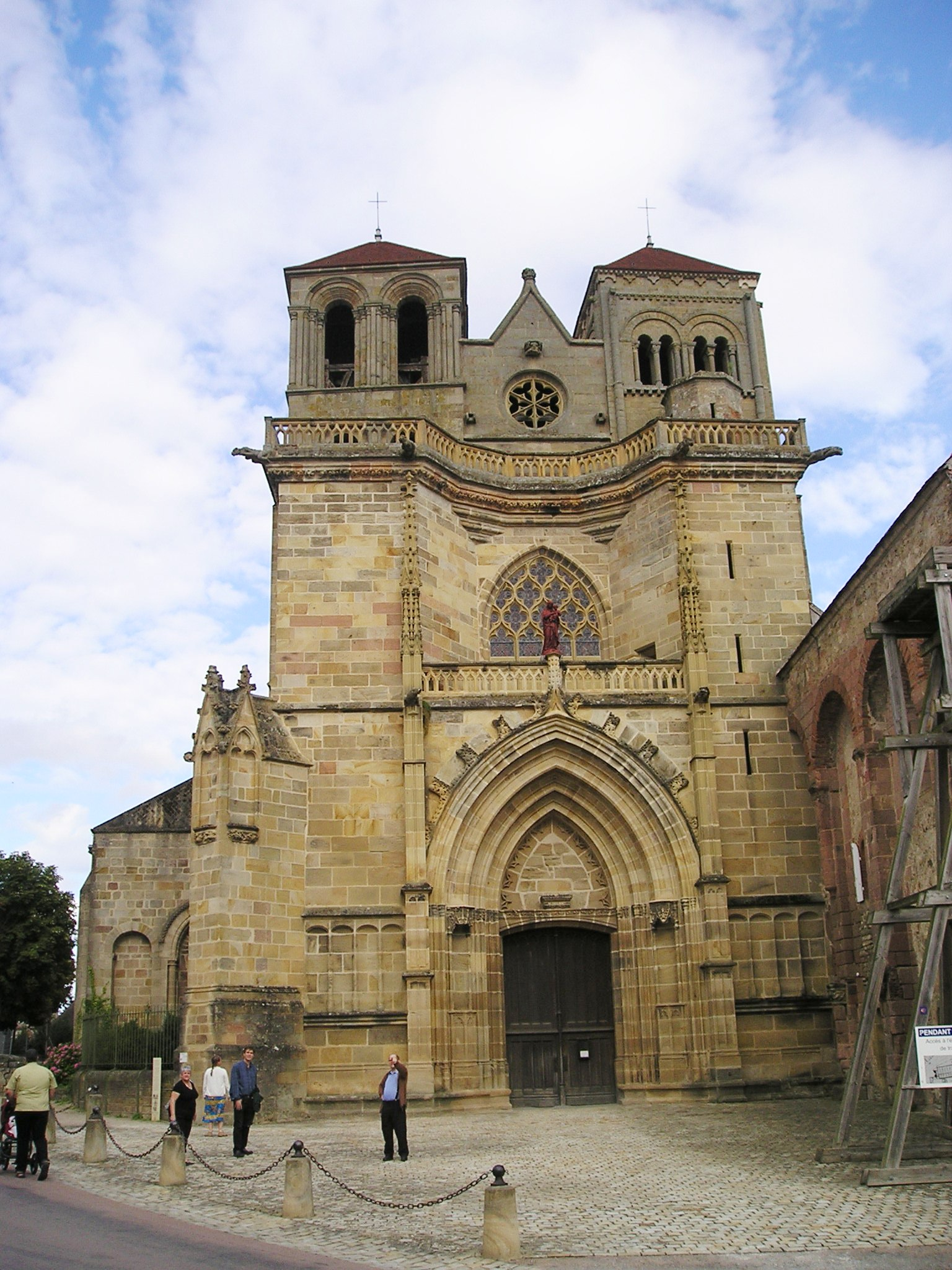
Priorij Saint-Pierre-et-Saint-Paul van Souvigny
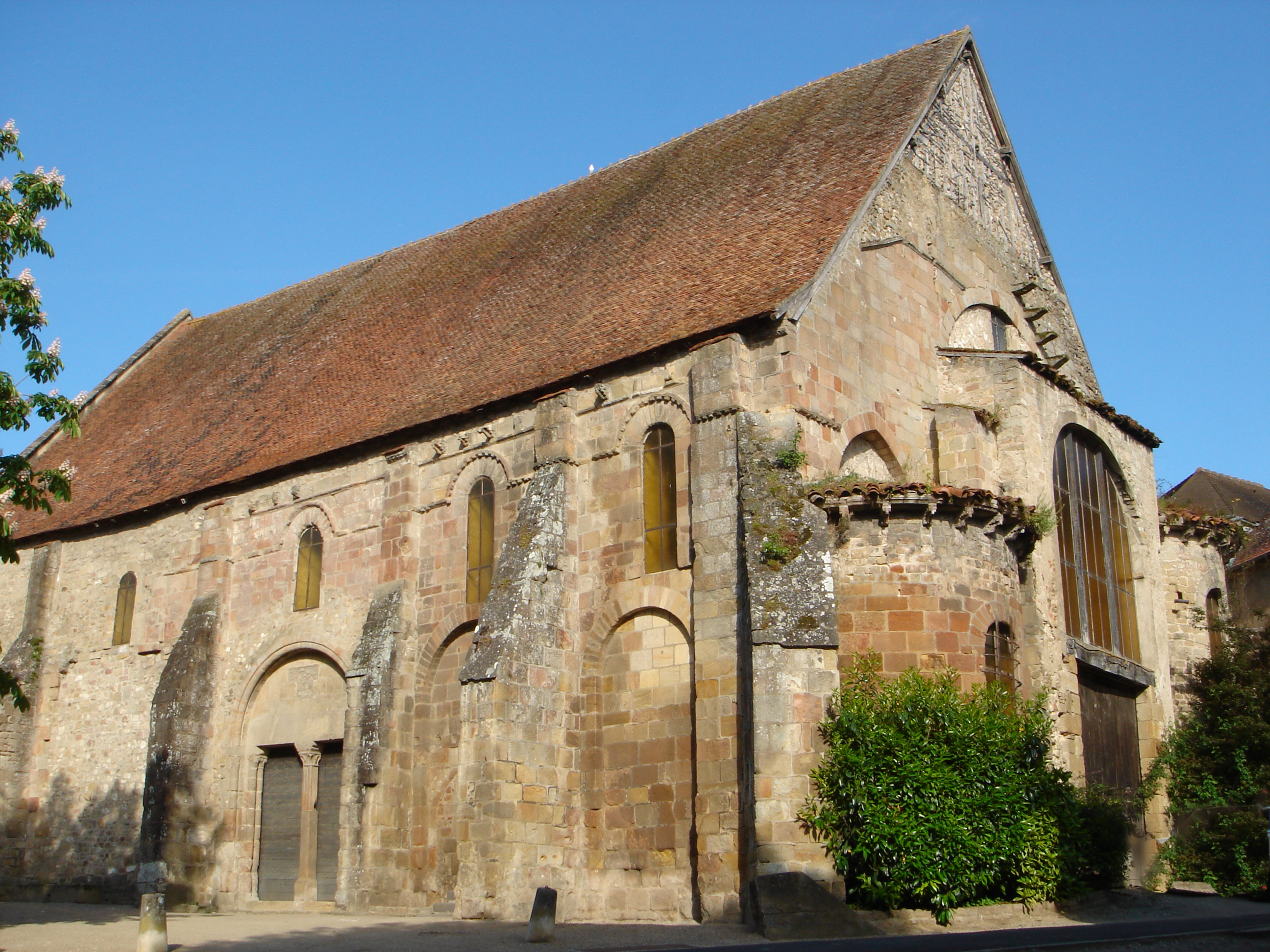
Katholieke kerk Saint-Marc in Souvigny
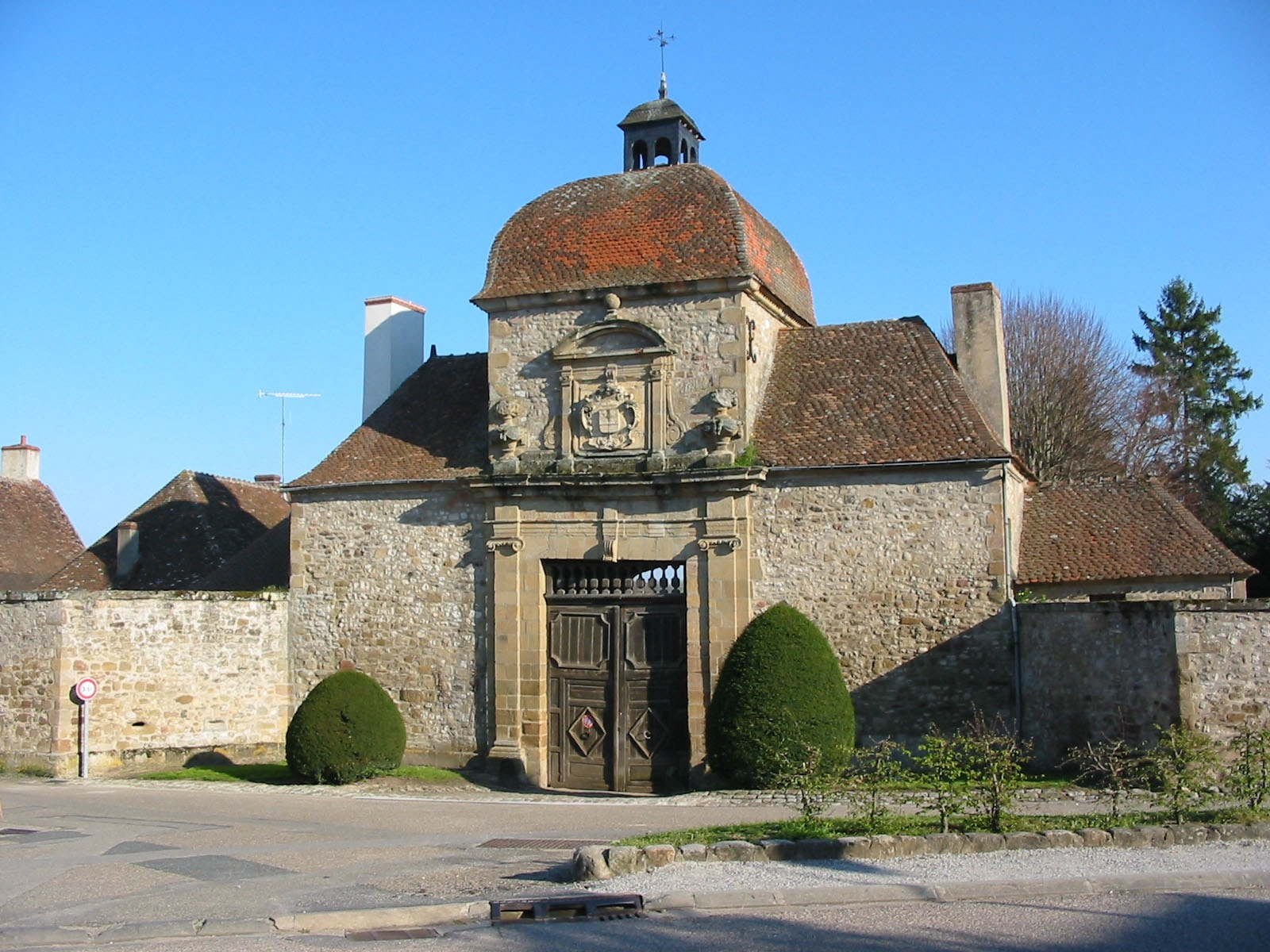
Poortgebouw in Souvigny